# Günther Schiemann

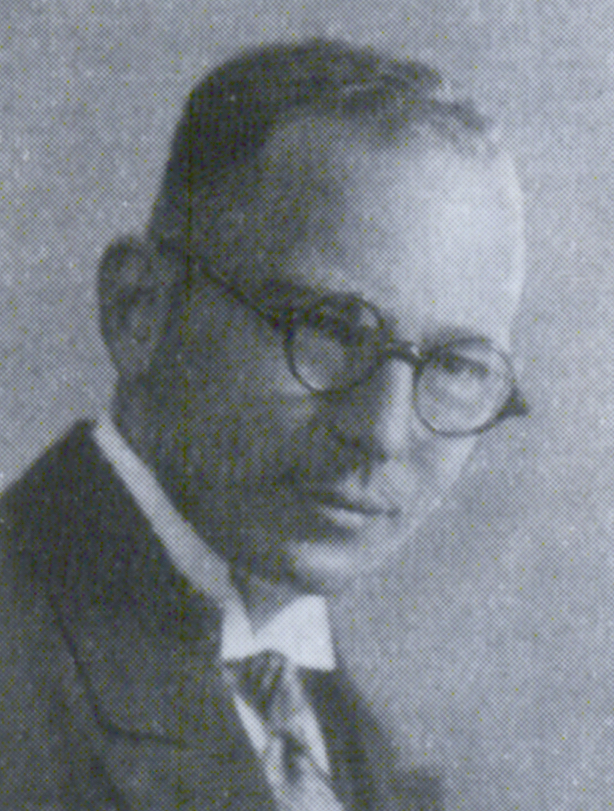
Günther Schiemann, um 1931

Günther Robert Arthur Schiemann (* 7. November 1899 in Breslau, Niederschlesien; † 11. September 1967 in Hannover, Niedersachsen) war ein deutscher Chemiker, Hochschullehrer und Erfinder. 1927 entdeckte er die Schiemann-Reaktion. 

## Leben
Günther Schiemann wurde in Breslau als Sohn des Robert Schiemann und seiner Frau Else (geb. Prager) geboren. Er hatte einen Bruder, Horst, und zwei Schwestern, Ilse und Gerda. Max Schiemann war sein Onkel.
Er studierte an der Technischen Hochschule Breslau und an der Universität Freiburg. Er war Mitglied der Studentenverbindung Wratislavia Breslau. Schiemann war in den Jahren 1924 und 1925 Assistent an der Universität Breslau, wo er abschließend 1925 auch zum Dr. phil. promoviert wurde. Seine Dissertation vom 29. April 1925 trug den Titel Über den Mechanismus der Oxydation der Harnsäure (Hochschulverlag, Breslau 1925).
Anschließend war er 1925 bis 1926 Volontärassistent an der Eidgenössischen Technischen Hochschule Zürich bei Hermann Staudinger. In den Jahren 1926 und 1935 war er Assistent bzw. Oberassistent an der Technischen Hochschule Hannover, an der er ab 1929 auch als Privatdozent unterrichtete. Zum 30. September 1935 wurde seine Anstellung als Oberassistent gekündigt und 1937 wurde ihm die Dozentur ebenfalls aus rassistischen Gründen entzogen. Schiemann galt nach NS-Definition als „jüdischer Mischling“, da seine Mutter jüdischer Herkunft war.
Von 1935 bis 1937 war Schiemann Chemiker bei der Firma „Duntze & Co.“ in Köln-Sülz und von 1937 bis 1941 beim Unternehmen „Dr. Reichhold & Co.“ in Rodenkirchen. 1941 wechselte er als Chemiker zu den Chemischen Werken Albert in Wiesbaden-Biebrich, wo er 1942 Leiter der Patentabteilung wurde. Von 1945 bis 1950 arbeitete er als Chemiker und Prokurist in der Firma „Schramm Lack- und Farbenfabriken“ in Offenbach am Main, heute als „Schramm Lacke GmbH Offenbach“ ein Unternehmen der „Grebe Gruppe“ (Weilburg).
1946 wurde er nebenberuflich als Dozent und außerplanmäßiger Professor an die Technische Hochschule Hannover berufen. Im Jahr 1950 verließ er Offenbach und ging als Professor an die Universität Istanbul und wurde Direktor des „Sinai Kimya Instituts“. Im Jahr 1956 kehrte er als Professor an die TH Hannover zurück und leitete das dortige Institut für Technische Chemie bis zu seinem Tod 1967.